# Pemfigoid
Pemfigoid (łac. pemphigoid, pemphigoid bullosus, BP) – autoimmunologiczna choroba skóry. Dermatoza pęcherzowa, występująca częściej w wieku starszym (rzadko u dzieci), cechująca się dużymi, dobrze napiętymi pęcherzami, usadowionymi w obrębie wykwitów rumieniowo- obrzękowych i w skórze pozornie niezmienionej.
Chorują ludzie po 60 roku życia, częściej kobiety. Może być rewelatorem nowotworów narządów wewnętrznych. Autoprzeciwciała klasy IgG zostają skierowane przeciwko antygenom błony podstawnej, co powoduje powstawanie pęcherzy podnaskórkowych.
Czynniki prowokującymi chorobę są promienie UV, leki, penicyliny, sulfonamidy, furosemid, sulfasalazyna, zewnętrznie- novoscabin, 5–fluorouracyl.

## Objawy i przebieg
Zmiany skórne mogą być wielopostaciowe: rumieniowo-obrzękowe, pokrzywkowate, przypominające rumień wielopostaciowy, pęcherzowe i pęcherzykowe. Pęcherze są rozmaitych rozmiarów, zwykle dobrze napięte, niekiedy olbrzymie, obok drobnych, częściowo układających się wianuszkowato. Są usadowione w obrębie rumieni lub w skórze pozornie niezmienionej.
Umiejscowienie jest rozmaite, wykwity są często rozsiane na całej skórze. U części chorych mogą występować pęcherze o dobrze napiętej pokrywie również na błonach śluzowych jamy ustnej.
Przebieg jest przewlekły i nawrotowy, wielomiesięczny lub wieloletni.

## Odmiany kliniczne
- Pęcherzowa – najczęstsza,
- Rumieniowa,
- Pęcherzykowa,
- Guzkowa,
- Ograniczona do podudzi,
- Łojotokowa

## Diagnostyka
- Kliniczna,
- Immunologiczna: IF pośrednie, IF bezpośrednie – linijne złogi IgG i  składowe dopełniacza na granicy  skórno-naskórkowej.
- Diagnostyka wykluczająca chorobę  nowotworową

## Leczenie
- Prednizon 40–60 mg/dobę.
- Dapson 100–200 mg/dobę.
- chlorambucyl, metotreksat, azatiopryna, tetracykliny.

## Klasyfikacja ICD10
| kod ICD10     | nazwa choroby                              |
| ------------- | ------------------------------------------ |
| ICD-10: L12   | Pemfigoid pęcherzowy                       |
| ICD-10: L12.0 | Pemfigoid bliznowaciejący                  |
| ICD-10: L12.1 | Przewlekła choroba pęcherzowa dzieci       |
| ICD-10: L12.2 | Nabyte pęcherzowe oddzielanie się naskórka |
| ICD-10: L12.8 | Inny pemfigoid                             |
| ICD-10: L12.9 | Nieokreślony pemfigoid                     |